# Hans von Friesen

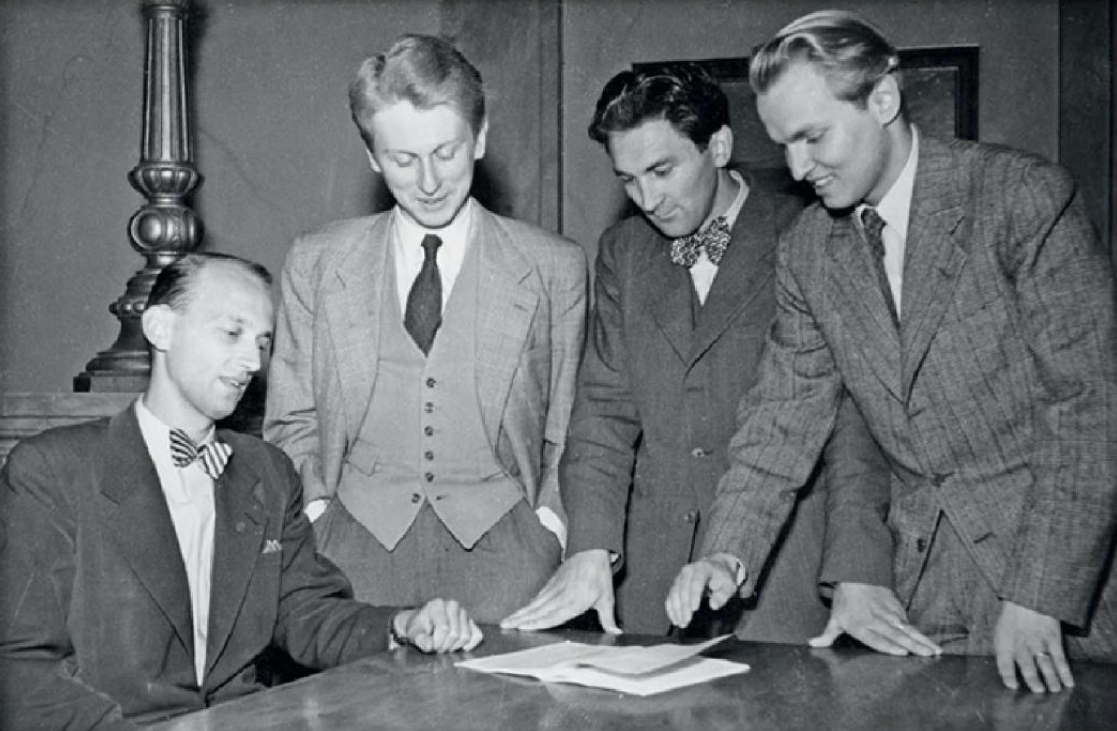
Studentdebatt i Uppsala 1952. Från vänster Håkan Berg (fp), Hans von Friesen (h), Lennart Pettersson (bf) och Assar Lindbeck (s). Fotot hämtat ur Lindbecks memoarer.

Hans Fredrik von Friesen, född 24 juni 1928 i Annedals församling i Göteborg, död 29 april 2014 i Västermalms församling i Stockholm, var en svensk journalist och författare. Han var son till läkaren och politikern Bertil von Friesen och Rut "Gulli", född Bärnheim.
Efter studentexamen från Hvitfeldtska i Göteborg och en fil.kand. vid högskolan där, studerade han vidare vid Uppsala universitet och var ordförande för föreningen Heimdal 1952–53. År 1954 anställdes von Friesen av Svenska Dagbladet. Från 1957 arbetade han vid SvD:s redaktion i London och från 1964 i västtyska Bonn.
År 1969 blev han utrikesreporter på Sveriges Radios Ekoredaktion. För Sveriges Radio var von Friesen korrespondent i Paris 1977 och tillbaka i Bonn 1984. I början på 1990-talet pensionerade han sig och blev frilansjournalist, då bosatt i Lübeck.